# Parapedaliodes parepa
Genre
Espèce
Parapedaliodes parepa est une espèce néotropicale de lépidoptères (papillons) de la famille des Nymphalidae et de la sous-famille des Satyrinae. Elle est la seule représentante du genre monotypique Parapedaliodes.

## Systématique
L'espèce Parapedaliodes parepa a été décrite par le naturaliste britannique William Chapman Hewitson en 1862, sous le nom initial de Pronophila parepa,.
Elle est l'espèce type et l'unique espèce du genre monotypique Parapedaliodes, décrit en 1964 par l'entomologiste allemand Walter Forster.

## Distribution et sous-espèces
Cette espèce est originaire des Andes, en Équateur et au Pérou, où elle se rencontre généralement à des altitudes d'environ 2 600-2 800 m.
Elle a deux sous-espèces, :
- Parapedaliodes parepa parepa (Hewitson, 1862) — Sud de l'Équateur, Nord du Pérou.
- Parapedaliodes parepa milvia (Thieme, 1905) — Centre du Pérou.